# Legoland Japan
Legoland Japan (Japans: レゴランド・ジャパン, Regorando Japan) is een attractiepark van Legoland in de Japanse Nagoya. Het attractiepark is het derde Legolandpark in Azië en eigendom van Merlin Entertainments.
Op 30 juni 2014 gaf Merlin Entertainments te kennen dat ze in Japan een park van Legoland wilde openen. 15 april 2015 startte de bouwwerkzaamheden, waarna het attractiepark 1 april 2017 de poorten openden voor het publiek. Vanwege de Coronacrisis in Japan sloot op 28 februari 2020 het attractiepark de deuren. Op 23 maart 2020 opende het park weer de deuren. Echter dienden bezoekers een mondmasker te dragen, waren de openingstijden gewijzigd en werd de lichaamstemperatuur van iedere bezoeker gemeten.
Attracties · Afbeeldingen